# Отчим (фильм, 1981)
«О́тчим» (фр. Beau Pere) — французский фильм-драма и экранизация романа режиссёра Бертрана Блие. Премьера фильма во Франции состоялась 16 сентября 1981 года.

## Сюжет
Реми — испытывающий трудности пианист, у которого есть жена Мартина, модель, которая уже не может найти хорошую работу, и 14-летняя падчерица Марион. Когда Мартина погибает в автокатастрофе, Марион выражает желание остаться с Реми в их квартире, но её забирает отец Шарли, алкоголик, который недолюбливает Реми. Марион возвращается, к большому неудовольствию отца, и устраивается няней, чтобы свести концы с концами, пока Реми даёт уроки игры на фортепиано. Вскоре Марион признаётся Реми, что он ей физически нравится, но он отвергает её ухаживания из-за её юного возраста.
Когда выясняется, что у Марион анемия, её отправляют в горы с отцом, а Реми теряет квартиру и переезжает к друзьям Симоне и Николя. Он встречается с Марион, и они занимаются сексом в отеле. Она возвращается, чтобы жить с ним в ветхом и аварийном доме, и хотя сначала он противится близости с ней, но постепенно сдаётся. Во время неожиданного визита Шарли в какой-то момент видит, как они обнимаются. Он спрашивает, есть ли у них роман, но когда Реми возражает, Шарли извиняется и уходит.
Присматривая за маленькой девочкой Натали, Марион понимает, что та заболела гриппом, и спешит за помощью к Реми. Реми занимает денег на лекарство и, пока ходит к врачу, знакомится с матерью Натали, Шарлоттой. Реми проявляет интерес к Шарлотте, которая к тому же хорошо играет на фортепиано, и начинает за ней ухаживать. Марион расстроена, ведь она хотела остаться с Реми в качестве его возлюбленной. Марион собирает свои вещи и уходит от Реми, говоря Шарли, что собирается вернуться к нему. Несмотря на то, что именно из-за душевных страданий, вызванных потерей Марион, Реми приходит к Шарлотте в её квартиру, и они занимаются сексом. Они не знают, что Натали видит их...

## В ролях
- Патрик Девер — Реми (главная роль)
- Ариэль Бесс — Марион (главная роль)
- Натали Бай — Шарлотта
- Морис Роне — Шарли
- Женевьева Мниш — Симона
- Морис Риш — Николя
- Николь Гарсия — Мартина

## Съёмочная группа
- Режиссёр — Бертран Блие
- Оператор — Саша Верни
- Сценарист — Бертран Блие
- Композитор — Филипп Сард
- Продюсер — Ален Сард
- Художник — Теобальд Мёрисс